# ميلوكسيكام
ميلوكسيكام ( Meloxicam )هو علاج مضاد للالتهابات غير الستيرويدية (NSAID) مع تأثيرات كمسكنة للألم ومضادات الحمى ومخفضة لدرجة الحرارة. هو مشتق من عقار الأوكسيكام، ترتبط ارتباطا وثيقا بيروكسيكام، ويقع في المجموعة حمض enolic من المسكنات. تم تطويره من قبل بورنغير إنغلهايم-. يسوق تجارياً باسم موبيك (بالإنجليزية: Mobic)‏و أيضا تحت أسماء تجارية أخرى وهو مسكن من مشابهات الأسبرين.

## التأثير وآلية عمله
مقالة رئيسية : (مضادات التهاب لاستيرويدية)
ينقص الالتهاب والألم والحرارة ربما عبر تثبيط فعالية أنزيم السيكلو أوكسيجيناز وتثبيط تصنيع البروستغلاندينات
ميلوكسيكام يمنع انزيمات الأكسدة الحلقية (COX)، وهو الانزيم المسؤول عن تحويل حمض الأراكيدونيك إلى بروستاغلاندين H2- الخطوة الأولى في إنتاج البروستاجلاندين، وهو وسيط الالتهاب. لقد تبين ان ميلوكسيكام وخصوصا في الجرعة العلاجية منخفضة بشكل انتقائي يمنع COX-1 على COX-2.
تركيز ميلوكسيكام في نطاق السائل الزليلي من 40٪ إلى 50٪ من تلك الموجودة في البلازما. الكسر الحرة في السائل الزليلي هو 2.5 أضعاف في البلازما، وذلك بسبب انخفاض محتوى الزلال في السائل الزليلي بالمقارنة مع البلازما. أهمية هذا التغلل غير معروف، ولكن قد تكون مسؤولة عن حقيقة أنه يؤدي جيدا بشكل استثنائي في علاج التهاب المفاصل في النماذج الحيوانية.

## الجرعة
7.5 إلى 15 ملغ مرة يومياً (الحد الأقصى 15 ملغ/اليوم).

## التآثرات (التداخلات)
- مثبطات الأنزيم المحول للأنجيوتنسين (مثل كابتوبريل) :قد يقل التأثير الخافض للضغط.
- أسبرين : زيادة السمية المعوية للأسبرين.
- كوليسترامين : قد تنقص مستويات البلازما من الميلوكسيكام.
- المدرات العروية مثل فروسميد والمدرات الثيازيدية مثل كلوروتيازيد: قد تقل تأثيرات المدرات.
- الليثيوم : قد يزيد مستوى الليثيوم.
- وارفارين : قد يزداد اختطار التخرب المعوي والنزف.

## الأعراض الجانبية
استخدام ميلوكسيكام قد يؤدي إلى سمية الجهاز الهضمي والنزيف، وطنين في الأذن، الصداع الشديد والطفح الجلدي، وبراز أسود اللون أو غامق جداً (علامة على نزيف في الأمعاء). لديه عدد أقل من الآثار الجانبية الهضمية من علاج ديكلوفيناك، بيروكسيكام، نابروكسين، وربما جميع المسكنات الأخرى التي ليست انتقائية COX-2.
على الرغم من أن ميلوكسيكام يمنع الثرموبوكسان A، التي لا يظهر أن تفعل ذلك في المستويات التي من شأنها أن تتدخل في وظيفة الصفائح الدموية.
- القلبية الوعائية: اضطراب النظم، خفقان (بالإنجليزية: palpitation)‏، تسرع قلبي.
- الجلدية: طفح، شرى، وذمة وعائية، نفر فقاعي، احمرار متعدد الأشكال، الحساسية للضوء، متلازمة ستيفنز جونسن، التعرق، تقشر أنسجة بشروية متومتة سمي، حكة.
- أذن أنف حنجرة: التهاب البلعوم، التهاب المريء، الرؤية غير الطبيعية، التهاب الملتحمة، انحراف الذوق الطعامي.
- الجهاز الهضمي: ألم بطني، إسهال، غثيان، إمساك، عسر هضم، نفخة، التهاب الكولون، جفاف الفم، القرحة العفجية، التجشوء، القرحة المعدية، الانثقاب المعوي، تغوط مسود (بالإنجليزية: melena)‏، التهاب البنكرياس، التهاب المعدة.
- البولي التناسلي: تبول متكرر، عدوى مجرى البول، بيلة ألبومين، زيادة آزوت البولة الدموية والكرياتينين، البيلة الدموية، التهاب الكلية الخلالي، الفشل الكلوي.
- الدمويات: فقر الدم، ندرة المحببات (بالإنجليزية: agranulocytosis)‏، قلة الكريات البيض (بالإنجليزية: leukopenia)‏، فرفرية (بالإنجليزية: purpura)‏، قلة الصفيحات (بالإنجليزية: thrombocytopenia)‏، فرط بيلوربين الدم.
- الكبدية: زيادة ALT - AST، التهاب الكبد، اليرقان، فشل الكبد.
- الاستقلاب: الوذمة، التجفاف.
- التنفس : عدوى الطرق التنفسية العلوية، السعال، الربو، التشنج القصبي، ضيق تنفس.

## تحذيرات
- الحمل: زمرة ج
- الإرضاع: لم يدرس
- الأطفال: لم يتم التأكد من السلامة والفعالية
- المسنين : يستخدم بحذر
- المرض القلبي الوعائي: نظراً لاحتمال حدوث وذمة واحتباس سوائل يستخدم الميلوكسيكام بحذر عند وجود احتباس سوائل أو ارتفاع ضغط دموي أو فشل قلبي.
- تأثيرات معدية معوية: قد يحدث سمية معدية معوية خطيرة (مثلاً نزف، تقرح، انثقاب) في أي وقت مع أو دون أعراض منذرة.
- الفشل الكبدي: تقيم الوظيفة الكبدية أثناء المعالجة.
- الاعتلال الكلوي: تقيم الوظيفة الكلوية قبل وأثناء العلاج لأن مستقلبات مضادات الالتهاب غير الستيروئيدية تطرح عبر الكلية.

## فرط الجرعة

### أعراض فرط الجرعة
- نُوام
- الصداع
- التقيؤ
- النزف الهضمي
- ارتفاع ضغط الدم
- فشل كلوي حاد
- تعطل وظيفة الكبد
- تثبيط التنفس
- الإغماء
- التشنجات
- انهيار قلبي وعائي
- توقف القلب